# کورولوندیا
کورولوندیا (به پرتغالی: Curvelândia) یک منطقهٔ مسکونی در برزیل است که در ماتو گروسو واقع شده‌است. کورولوندیا ۵٬۲۴۱ نفر جمعیت دارد.